# Veliki Badić
Veliki Badić är ett samhälle i Bosnien och Hercegovina.   Det ligger i entiteten Federationen Bosnien och Hercegovina, i den nordvästra delen av landet, 210 km nordväst om huvudstaden Sarajevo. Veliki Badić ligger 373 meter över havet och antalet invånare är 857.
Terrängen runt Veliki Badić är huvudsakligen lite kuperad. Veliki Badić ligger uppe på en höjd. Närmaste större samhälle är Cazin, 20,0 km väster om Veliki Badić. 
Omgivningarna runt Veliki Badić är en mosaik av jordbruksmark och naturlig växtlighet. Runt Veliki Badić är det ganska tätbefolkat, med 93 invånare per kvadratkilometer.